# Deltentosteus collonianus
Deltentosteus collonianus é uma espécie de peixe da família Gobiidae e da ordem Perciformes.

## Morfologia
- Os machos podem atingir 7 cm de comprimento total.[5][6]

## Habitat
É um peixe marítimo, de clima temperado e demersal.

## Distribuição geográfica
É encontrado no Oceano Atlântico oriental e Mar Mediterrâneo: nas costas europeias desde o Sudoeste de Portugal até ao Mar Adriático.

## Observações
É inofensivo para os humanos.